# クメスタン
クメスタン(Coumestan)は、クマリンの誘導体である有機化合物である。クメスタンは、総称してクメスタンと呼ばれる様々な天然化合物の中核を形成する。クメストロールやフィトエストロゲン等のクメスタンは、様々な植物種に含まれる。クメスタンを多く含む食品は、スプリットピー、インゲンマメ、ライマメや、特にアルファルファ、クローバーのスプラウトである。
クメストロールのエストロゲン効果はエストラジオールよりも弱いが、エストラジオールと同程度のエストロゲン受容体への結合能を持つ。しかし、アルファトラジオールよりは結合能が弱い。
いくつかのクメスタンがエストロゲン活性を持つことから、その薬理作用を調査するため、様々な合成法が開発された。

## 種類

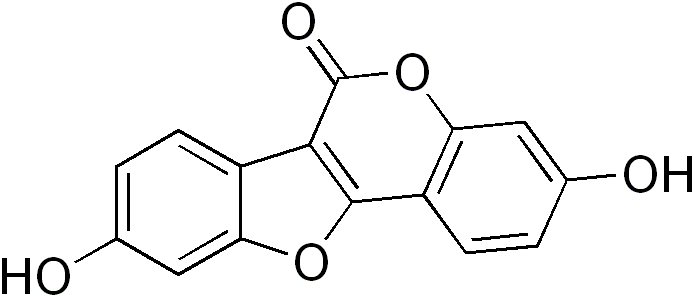
クメストロール
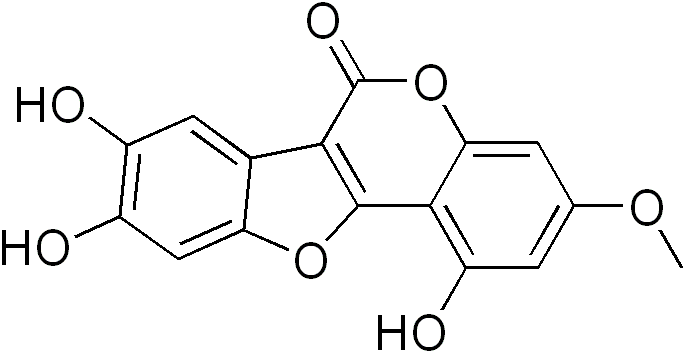
ウェデロラクトン
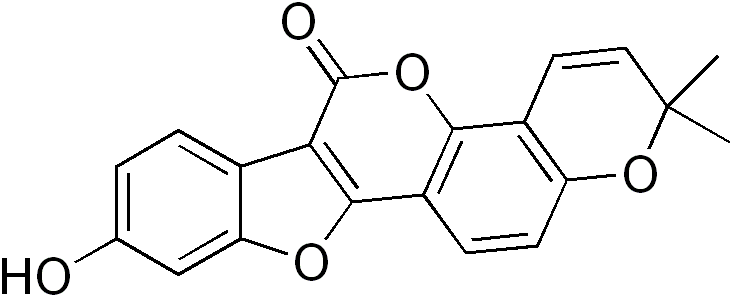
プリカジン